# Beat Walti

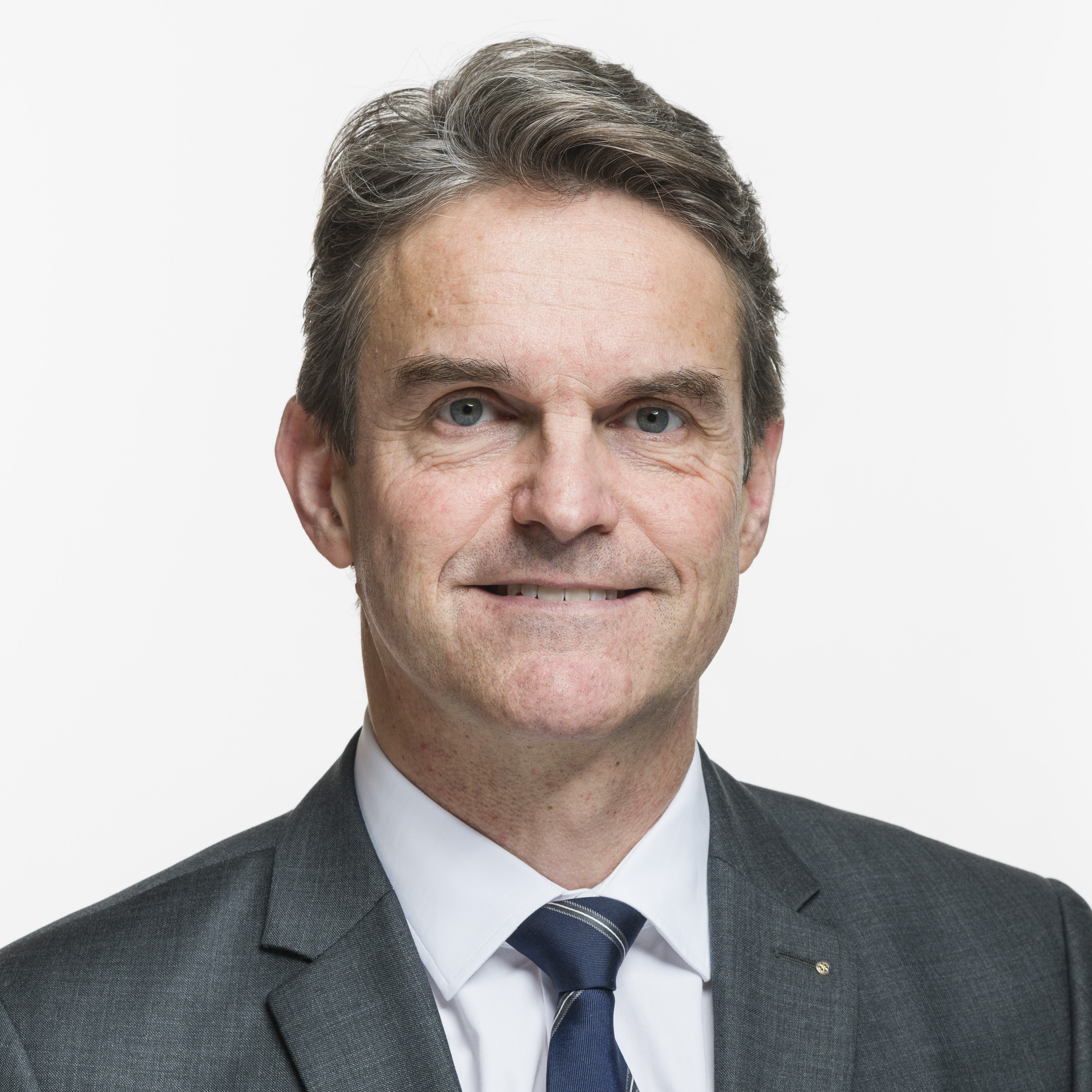
Beat Walti (2019)

Beat Walti (* 22. November 1968 in Bauma; heimatberechtigt in Dürrenäsch und Zollikon) ist ein Schweizer Rechtsanwalt und Politiker (FDP).
Nach der Matura am Literargymnasium Rämibühl studierte er Rechtswissenschaften an der Universität Zürich und der Université de Neuchâtel. Er erwarb das Zürcher Anwaltspatent und promovierte bei Peter Forstmoser. Er wurde Partner bei der Anwaltskanzlei Wenger & Vieli AG in Zürich, spezialisiert auf Handels-, Gesellschafts- und Wettbewerbsrecht (u. a. M&A).
1989 wurde er Mitglied der FDP. Zwischen 1999 und 2013 war er Mitglied des Kantonsrates Zürich. Von 2005 bis 2008 war er Fraktionspräsident der FDP. 2008 übernahm er die Präsidentschaft der FDP Kanton Zürich. Seit 2014 ist er für den Kanton Zürich Nationalrat. Er gehört u. a. als Co-Präsident der Parlamentarischen Gruppe gegen Rassismus und Fremdenfeindlichkeit an. Im Jahr 2015 wurde er zum Vize-Fraktionspräsidenten der FDP-liberale Fraktion gewählt. Im November 2017 übernahm er von Ignazio Cassis das Fraktionspräsidium. 2021 wurde er zum Parlamentsvertreter des Schweizerischen Früchte-, Gemüse- und Kartoffelhandels (Swisscofel) gewählt. Im Jahr 2022 hat er das Fraktionspräsidium an Damien Cottier übergeben.
Walti ist Artillerieoffizier (Oberleutnant a. D.). Er ist verheiratet und Vater von zwei Kindern.